# Leucoraja melitensis
Espèce
Statut de conservation UICN

 CR A2bcd+3bcd+4bcd : 
En danger critique
Leucoraja melitensis, communément appelé Raie de Malte ou Raie maltaise, est une espèce de raies rares et menacées, vivant entre les bassins occidentaux et orientaux de la mer Méditerranée, dans le canal de Sicile. C'est l'une des quatre espèces de raies endémiques de Méditerranée.

## Taxonomie
Leucoraja melitensis a été décrite en 1926 par Robert Selbie Clark.

## Répartition
Leucoraja melitensis était autrefois commune dans le canal de Sicile, des côtes de Tunisie à celles de Sicile et autour de Malte. Elle était rencontrée plus rarement dans le bassin méditerranéen occidentale, en Corse, Sardaigne, voire dans le golfe du Lion. La pêche au chalut a vraisemblablement eu un impact fortement négatif sur une espèce désormais devenue très rare et seulement rencontrée en Tunisie et autour de l'archipel maltais. Subsistant uniquement dans la zone du canal de Sicile soumise à forte pression du chalutage, l’espèce est considérée en danger critique d'extinction par l'IUCN.

## Habitat
La Raie maltaise vit sur des fonds sableux et sablo-vaseux, de quelques mètres à plus de 800 m de profondeur. Elle a été rencontrée à des profondeurs de 60 à 800 m, mais est plus communément observée entre 400 et 800 m.

## Taille
La gamme de taille des spécimens capturés entre 1985 et 2001 était de 9 à 42 cm. Les deux sexes ont une taille adulte autour de 40 cm, avec un maximum observé à 50 cm.

## Comportement
Elle se nourrit principalement de crustacés amphipodes. La jeune raie a tendance à suivre sa mère mais aussi de gros objets.

## Reproduction
L'espèce est ovipares. L'accouplement se réalise par étreinte. La reproduction a lieu toute l'année, mais les femelles qui ovulent ont été observées principalement au printemps et en automne et produisent 10 à 56 œufs par an. Ils sont pondus par paires, et ont la forme d'une capsule oblongue avec des cornes pointues et des bords droits. Ils sont déposés sur des fonds sableux ou vaseux.
L'âge adulte, la longévité, la taille à la naissance, le temps de gestation, la fécondité, le taux d'accroissement de la population et la mortalité ne sont pas connus.

## Étymologie
Son nom spécifique, composé de melit et du suffixe latin -ensis, « qui vit dans, qui habite », lui a été donné en référence au lieu de sa découverte, l'ile de Malte (Melite étant le nom en grec ancien de cette ile). 